# Гай, Бадди
Джордж «Бадди» Гай (англ. George «Buddy» Guy, род. 30 июля 1936, Летсуэрт, Луизиана, США) — американский блюзовый музыкант, пятикратный обладатель премии «Грэмми».

## Биография
Бадди Гай начал играть на гитаре в возрасте 13 лет. В начале 1950-х он переехал в Батон-Руж, где выступал с местными музыкальными группами. Начинающий музыкант был излишне застенчив, из-за чего часто выступал спиной к зрителям, однако это не помешало ему вскоре обрести свой собственный значительный репертуар. В 1957 году Гай перебрался в Чикаго, где под своё покровительство его взял известный музыкант Мадди Уотерс.
Записав два сингла на небольшой звукозаписывающей компании, Гай начал работать с Chess Records, в результате чего в 1967 году был выпущен альбом I Left My Blues in San Francisco. Гай выступал в качестве сессионного музыканта у таких корифеев блюза, как Мадди Уотерс, Хаулин Вульф, Литтл Уолтер и Коко Тейлор. В 1960-е годы оформился его дуэт с Джуниором Уэллсом; результатом работы музыкантов стало несколько записанных альбомов.
К концу 60-х годов популярность блюза начала неуклонно снижаться, в результате Бадди Гай вынужден был подрабатывать на стороне. Однако его карьера пошла в гору в конце 1980-х — на волне возрождения интереса к блюзу. Он участвовал в концертах Эрика Клэптона, а записанный в 1991 году на лейбле Silvertone альбом Damn Right, I’ve Got the Blues принёс ему первую премию «Грэмми». Впоследствии он ещё четырежды был удостоен этой награды.
В 2003 году удостоен Национальной медали США в области искусств.
В 2005 году имя Бадди Гая было внесено в Зал славы рок-н-ролла. Журнал Rolling Stone включил его в список ста лучших гитаристов мира, где Гай занял 23-ю строчку. Бадди Гай также является владельцем собственного блюзового клуба в Чикаго.
В 2019 году записал композицию вместе с Кристоне «Kingfish» Инграмом, которая вошла в дебютный альбом Кингфиша «Kingfish».

## Дискография
- 1955 — With Otis Rush: The Final Takes (Flyright)
- 1964 — Original Blues Brothers (Blue Moon)
- 1965 — Crazy Music (Chess)
- 1965 — With The Blues (Chess)
- 1966 — It’s My Life Baby (Vanguard)
- 1966 — with Junior Wells: Hoodoo Man Blues (Delmark)
- 1966 — with Junior Wells: On Tap (Delmark)
- 1967 — Electric Sleep (Delmark)
- 1967 — Left My Blues in San Francisco (Chess)
- 1967 — South Side Jam (Delmark)
- 1967 — Blues Hit Big Town (Delmark)
- 1968 — Coming At You (Vanguard)
- 1968 — A Man And His Blues (Vanguard)
- 1968 — This Is Buddy Guy! [Live] (Vanguard)
- 1968 — I Left My Blues in San Francisco (Chess)
- 1968 — You’re Tuff Enough (Blue Rock)
- 1968 — Sings At The Golden Bear (Blue Rock)
- 1969 — Hold That Plane! (Vanguard)
- 1970 — Buddy Guy, Junior Wells & Junior Mance: Buddy and the Juniors (Blue Thumb)
- 1971 — In the Beginning (1958-64) (Drive)
- 1971 — In My Younger Days (Red Lightning)
- 1972 — Buddy Guy & Junior Wells Play the Blues (Atlantic)
- 1974 — Drinkin' TNT 'n' Smokin' Dynamite (live) (Blind Pig)
- 1977 — Live in Montreux (Evidence)
- 1979 — Pleading the Blues (Evidence)
- 1979 — Got to Use Your Head (Blues Ball)
- 1980 — The Dollar Done Fell (JSP)
- 1980 — Ten Blue Fingers (JSP)
- 1980 — With Phil Guy: Buddy & Phil (JSP)
- 1981 — The Blues Giant (Isabel)
- 1981 — Stone Crazy! (Alligator)
- 1981 — DJ Play My Blues (JSP)
- 1981 — Breakin’ Out (JSP)
- 1982 — Phil Guy: Red Hot Blues (JSP)
- 1983 — Buddy Guy (Chess)
- 1983 — The Original Blues Brothers Live (Magnum)
- 1983 — Bad Luck Boy (JSP)
- 1983 — Phil Guy & Mojo Bufford: Tribute To Muddy Waters (Isabel)
- 1984 — It’s A Real Mutha Fucka! (JSP)
- 1987 — Chess Masters (Chess)
- 1987 — Complete DJ Play My Blues Session (JSP)
- 1988 — Live at the Checkerboard Lounge (JSP)
- 1989 — I Ain’t Got No Money (Flyright)
- 1989 — This is Buddy Guy Live (Vanguard)
- 1990 — I Was Walking Through the Woods (Chess)
- 1990 — A Man and the Blues (Vanguard)
- 1990 — Stone Crazy (Alligator)
- 1990 — Hold That Plane (Vanguard)
- 1990 — I Left My Blues in San Francisco (Mca)
- 1991 — Alone & Acoustic (Alligator)
- 1991 — Damn Right, I’ve Got the Blues (Silvertone)
- 1992 — My Time After Awhile (Vanguard)
- 1992 — Live in Montreux (Evidence)
- 1992 — The Very Best of Buddy Guy (Rhino/Wea)
- 1992 — Drinkin' TNT 'n' Smokin' Dynamite (Blind Pig)
- 1992 — Buddy and the Juniors (Mca)
- 1993 — Live At The Mystery Club (Quicksilver)
- 1993 — Feels Like Rain (Silvertone)
- 1993 — Junior Wells Featuring Buddy Guy — Pleading the Blues (Evidence)
- 1994 — Drinkin' TNT 'n' Smokin' Dynamite (Sequel)
- 1994 — Slippin' In (Silvertone)
- 1994 — Alone & Acoustic (Jive)
- 1995 — I Cry (Blues Masterworks)
- 1996 — Live: The Real Deal (Silvertone)
- 1997 — Try to Quit You Baby (Ronn)
- 1998 — As Good as It Gets (Vanguard)
- 1998 — Heavy Love (Silvertone)
- 1998 — with Junior Wells: Last Time Around — Live at Legends (Jive)
- 1999 — The Real Blues (Columbia River)
- 2000 — The Complete Vanguard Recordings (A Collection) (Vanguard)
- 2000 — Buddy’s Baddest — The Best of Buddy Guy (Jive/Silvertone)
- 2001 — Sweet Tea (Jive)
- 2001 — The Millennium Collection: The Best of Buddy Guy (Chess)
- 2002 — Blue on Blues (Fuel 2000)
- 2002 — Everything Gonna Be Alright (Black & Blue)
- 2003 — Blues Singer (Silvertone)
- 2003 — Chicago Blues Festival 1964 (Live) (Stardust)
- 2003 — Buddy Guy’s Discography (Jive)
- 2005 — Bring 'Em In (Jive)
- 2008 — Skin Deep
- 2009 — Shout! Factory
- 2010 — Living Proof (Silvertone)
- 2013 — Rhythm & Blues
- 2015 — Born to Play Guitar
- 2018 — The Blues Is Alive and Well
- 2022 — The Blues Don't Lie